# Terumbu Semarang Barat Kecil
Terumbu Semarang Barat Kecil (englisch Louisa Reef) ist ein Korallenriff im südlichen Teil der Spratly-Inseln im Südchinesischen Meer. Terumbu Semarang Barat Kecil bedeutet wörtlich Kleines Westliches Semarang-Riff. Entsprechend gibt es auch ein Großes Westliches Semarang-Riff, Terumbu Semarang Barat Besar (englisch Royal Charlotte Reef) weiter südwestlich.

## Geographie
Das Riff liegt 205 Kilometer vor der nordöstlichen Küste des Bundesstaats Sabah bei der Landspitze Tanjung Baram und über 210 Kilometer vor der nordwestlichen Küste Bruneis bei Kuala Belait. Es ist rund 1800 Meter lang von Ost nach West und 1000 Meter breit und ragt bei Flut etwa einen Meter aus dem Wasser.

## Die Insel im Spratly-Konflikt
Innerhalb des Konflikts um die Spratly-Inseln wird auch das Louisa-Riff von mehreren Nationen beansprucht. Es fällt in die Ausschließliche Wirtschaftszone Bruneis.
Malaysia bezieht sich bei seinen Rechtsansprüchen auf das Festlandsockelargument (Schelf von Sabah und Sarawak) beziehungsweise die 200-Meilen-Zone. Es beansprucht insgesamt 12 südlich gelegene Spratly-Inseln und hält zurzeit sechs Inseln beziehungsweise Riffe besetzt (Ardasier-Riff, Dallas-Riff, Erica-Riff, Investigator Shoal, Mariveles-Riff und Swallow-Riff). Die Rechtsansprüche sind durch die Seerechtskonvention gut abgesichert. Malaysia verfügt über eine modern ausgerüstete Marine (10 Raketenfregatten).
1988 errichtete China eine Steinmarkierung auf der Insel, die von Malaysia umgehend wieder entfernt wurde. Malaysia betreibt auf der Insel ein Leuchtfeuer.
Malaysia hat seinen Anspruch auf das Louisa-Riff zugunsten Bruneis etwa im Jahr 2013 offensichtlich aufgegeben.